# Font del Pericó
La Font del Pericó és una font de Mataró (Maresme) protegida com a bé cultural d'interès local.

## Descripció
La deu està emplaçada en una recolzada feta a la banda de llevant d'un turó. Inicialment estigué arran de riera, al mig, gairebé, del que és avui la carretera de Valldeix. Aquesta passa a frec dels graons que duen a la seva esplanada ombrejada per plàtans, on la font se'ns presenta amb una construcció d'obra ben feta que dona marc al lloc on hi hagué el galet i a sota, la pica. La tanca d'obra que posa límit al clos de la font fa de bon asseure-s'hi i de contemplar els seus voltants. Al seu darrere s'alça, gairebé aplomada, la muntanya amb mínim poblament arbori, amb alzina i pi pinyoner.

## Història
La font fou col·locada al lloc actual en fer-se el camí, després carretera, de Valldeix la primera meitat de la dècada de 1940.
Deu per a vianants i abeurador per a cavalleries que de Mataró es dirigien, per la serra de Can Bruguera, a la vall de Canyamars. Esdevingué lloc idoni per a fontades i de la seva gran concurrència en deriva la celebració d'aplecs i festes. Fou marc de celebració de la gran festa de l'Enterrament de la Sardina i de mítings polítics i sindicals. El lloc on avui roman fou cedit pel sr. Joaquim Biter de Palau al municipi per evitar la seva desaparició.
Es va haver de tancar per la contaminació de l'aigua produïda per la proximitat de l'abocador de Figuera Major. Fou restaurada el febrer de 1985 per l'Ajuntament de Mataró i la Companyia d'Aigües que hi feu una nova conducció.